# ذات
ذات یا جوهر (به انگلیسی: Essence، به لاتین: essentia) در مقابل عرض، از اصطلاحات فلسفه و منطق است. در برخی از متون از آن با عنوان جوهره وجود، یاد شده‌است.
جوهر جنس موجودی است که در بودن خود نیاز به هستی موجود دیگری ندارد. مانند مقوله جسم. در مقابل آن عرض جنس موجودی است که در بودن خود نیازمند بودن موجود دیگری است مانند مقوله رنگ.
فلاسفه قدیم اقسام جوهر را ۵ گونه عقل، نفس، جسم، هیولا (ماده) و صورت می‌دانند. ارسطو این موارد را درکتاب خود به نام ارغنون آورده‌است.
در فلسفه غرب و فلسفه اسلامی، جوهر به عنوان موجودی یاد می‌شود که قائم به خود است برخلاف عرض که به موجود دیگری (جوهر) نیازمند است. تفاوت مفهوم جوهر در فلسفه غرب و فلسفه اسلامی آن است که در غرب جوهر و عرض از مقولات وجودند و در فلسفه اسلامی از مقولات ماهیت.

## معنی ذات
هر محمولی که تمام اجزای ذات یا جزء داخل در حقیقت ذات موضوع آن باشد و مفهوم ماهیت موضوع از آن نشأت یافته باشد، به سبب مقایسه با ذات موضوع ذاتی نامیده می‌شود. مثل «ناطق» که مقوم انسان است و اگر «ناطق» نباشد، انسان نخواهد بود، پس «نطق» ذاتی انسان است. همچنین جسم بودن و سیال بودن ذاتی آب است و تحقق یافتن آب در خارج بدون این دو خصوصیت امکان‌پذیر نیست.
ذات معانی مختلفی دارد که از جمله آن‌ها می‌توان به ذیل اشاره کرد:
۱ـ ذات به معنی ماهیت شیء.
ذات به ماهیت شیء گفته می‌شود، یعنی آنچه چیستی شیء به آن است. به عبارت دیگر، به خصوصیاتی از هر چیز گفته می‌شود که اگر از دست بروند، دیگر آن شیء وجود نخواهد داشت. منظور از ذات در اینجا، حقیقت شیء است که در مقابل وجود شیء قرار می‌گیرد. 
۲ـ ذات به معنی چیزی که قائم به خود است.
ذات چیزی است که قائم به خود باشد و در مقابل آن عرض قراردارد، یعنی چیزی که قائم به خود نیست. مانند اینکه می‌گوییم جسم، ذات و رنگ عرض است؛ زیرا جسم برای وجود خود به چیز دیگری وابسته نیست، در حالی که رنگ در تحقق خود احتیاج به جسم دارد، یعنی باید جسمی باشد تا رنگ در آن به وجود بیاید و به اصطلاح عارض آن گردد. ذات در این معنا، جوهر نامیده می‌شود و همان‌طور که گفته شد، عرض در مقابل آن است. ذات به باطن و حقیقت شیء گفته می‌شود اما عرض فقط دگرگونی‌های ظاهری شیء است. ذات امری ثابت است، و اعراضند که دگرگون می‌شوند. 
۳ـ مجموع مرکب از جنس و فصل.
جنس و فصل هر چیز را روی هم، ذات آن چیز گویند که در واقع همان ماهیت و حقیقت اصلی شیء است.